# 星山駅
星山駅（ソンサンえき）は、大韓民国全羅南道順天市にある韓国鉄道公社（KORAIL）全羅線の駅である。

## 歴史
- 1932年11月1日：開業。
- 2004年7月15日：旅客取扱中止。
- 2011年10月31日：全慶三角線が開通。

## 隣の駅
韓国鉄道公社
全羅線
順天駅 - 星山駅 - (栗村駅) - (徳陽駅) - 麗川駅
全慶三角線（慶全線と接続）
光陽駅 - (平和信号場) - 星山駅